# Penicillium glaucum
Espèce
Penicillium glaucum est une espèce de champignons ascomycètes de la famille des Aspergillaceae. Saprophyte car se nourrissant de matière organique en décomposition, son principal usage industriel est la production de fromages à pâte persillée comme le gorgonzola, et le bleu de Gex. Cette espèce ne doit pas être confondue avec Penicillium roqueforti.

## Taxonomie
Le nom correct complet (avec auteur) de ce taxon est Penicillium glaucum Link. Il a pour synonymes :
- Botrytis glauca (Link) Spreng.
- Carpenteles asperum Shear
- Carpenteles glaucum (Link) Clem. & Shear
- Penicillium asperum (Shear) Raper & Thom
- Penicillium glaucum (Link) Dierckx

Ce taxon porte en français les noms vulgarisés et normalisés suivants : moisissure bleue du pommier, moisissure commune des arbres fruitiers, moisissure de la vendange.